# Tiranet orellut de Serra do Mar
El tiranet orellut de Serra do Mar (Phylloscartes difficilis) és un ocell de la família dels tirànids (Tyrannidae).

## Hàbitat i distribució
Habita els boscos de les muntanyes costaneres del sud-est del Brasil.